# Szustowka
Szustowka (ros. Шустовка) – wieś (ros. деревня, trb. dieriewnia) w zachodniej Rosji, w sielsowiecie bierieznikowskim rejonu rylskiego w obwodzie kurskim.

## Geografia
Miejscowość położona jest w pobliżu rzeki Amońka, 11,5 km od centrum administracyjnego sielsowietu bierieznikowskiego (Bieriezniki), 12 km od centrum administracyjnego rejonu (Rylsk), 107 km od Kurska.
W granicach miejscowości znajduje się 20 posesji.

## Demografia
W 2010 r. miejscowość zamieszkiwało 12 osób.